# Arnold (biskop i Roskilde)
 For alternative betydninger, se Arnold (flertydig). (Se også artikler, som begynder med Arnold)
Arnold (død 24. maj 1124) var biskop i Roskilde Domkirke.
Han formodes at været kommet fra England, og var i nogen tid huskapellan hos kong Knud den Hellige og blev, da biskop Svend Nordmand af Roskilde under en pilgrimsrejse til Det hellige Land var død på øen Rhodos omkring 1088, indsat til dennes efterfølger. Arnold der skildres som en
godtroende og i sin embedsførelse noget efterladende mand, forestod derefter Roskilde Stift i 35 år. Der er næsten intet optegnet fra denne lange embedstid, kun en beretning om nogle uroligheder, som Peder Bodilsen, en af landets stormænd, vakte i stiftet for at få præsterne til at overholde cølibatsbestemmelsen. Det skete i Arnolds sidste leveår (1123), han var gammel og syg, og de sjællandske præster, der måtte undvære deres biskops beskyttelse, led megen overlast. Arnold oplevede ikke udgangen af disse uroligheder, han døde 24. maj
1124, om det var i landflygtighed, som en gammel beretning siger, er dog tvivlsomt.

## Eksterne kilder og henvisninger
- Tekst efter C. Weeke i Dansk Biografisk Leksikon på Projekt Runeberg